# Calvin Marlin
Calvin Marlin (Porto Elizabeth, 20 de abril de 1976) é um futebolista profissional sul-africano, goleiro, milita no Mamelodi Sundowns.

## Carreira
Calvin Marlin representou o elenco da Seleção Sul-Africana de Futebol na Copa  do Mundo de 2002 e Campeonato Africano das Nações de 2006.